# بلانکا بوهدانووا
بلانکا بوهدانووا (چکی: Blanka Bohdanová؛ (زادهٔ ۴ مارس ۱۹۳۰ – درگذشتهٔ ۳ اکتبر ۲۰۲۱) یک نقاش و هنرپیشه اهل چکسلواکی بود. وی از سال ۱۹۵۸ میلادی تاکنون مشغول فعالیت بود.
از فیلم‌ها یا برنامه‌های تلویزیونی که وی در آن نقش داشت، می‌توان به رومئو، ژولیت و تاریکی اشاره کرد.
وی همچنین برندهٔ جوایزی همچون جایزه تالیا شد.